# 2020年臺灣口罩混充事件
2020年臺灣口罩混充事件是指在臺灣在嚴重特殊傳染性肺炎疫情期間，參與口罩生產（即口罩國家隊）的部分廠商進口中國製造的工業口罩，偽標成臺灣製造或馬來西亞製造的醫療口罩，並將其流入臺灣市場銷售圖利的事件。涉及此事的廠商包括加利科技有限公司、豪品國際實業股份有限公司和勤達醫療器材股份有限公司，事件爆發後，行政院下令各單位著手改善並記取教訓，而各部會也做出了相應的措施進行應對。

## 涉事廠商

### 加利科技
2020年9月2日，新北市一名藥師在檢查實名制口罩時發現一包口罩上印有簡體字的「安徽製」，經衛生福利部食品藥物管理署（食藥署）調查後，於9月3日勒令工廠停工並禁止出貨。在士林地檢署介入調查後，發現口罩國家隊成員之一的加利科技進口中國大陸製造的非醫用口罩，混入臺灣製造的實名制口罩中販售。檢調估計加利科技負責人林明進因此進帳至少新台幣700萬元，並導致337萬片中國大陸製的口罩流入市場。由於可能涉及詐欺取財和違反《藥事法》，檢調也已分案啟動偵辦。加利科技負責人林明進宣稱自己遭政府欺騙，簽下空白合約，他以自己的商譽做擔保，表示這些口罩的效果比用政府提供的原料製造的口罩更高，並質疑中央分配機台不均，反映過員工過勞的問題但未獲政府回應。他還表示自己加入國家隊初期雖以國家隊為榮，但後來以國家隊為恥，因為員工十分操勞，難擔每日19萬片口罩的徵收量，才會自中國大陸進口，他坦承違反《藥事法》但否認詐欺，並表示其它國家隊的廠商也有類似行為，並希望自己可以被踢出國家隊。將口罩賣給林明進的安徽廠商老闆劉嫻表示，自己看在與林明進多年交情才在8月特別供給兩個貨櫃的口罩，並對口罩品質遭受臺灣質疑感到不服。
林明進受訪時表示，這些中國大陸口罩為工業級，護率高達99.8％，比醫療級95％更好。國民黨議員詹江村認為，此現象證明中國大陸製的口罩品質優於台製。新北藥師公會解讀，加利所指有99.8％的防護效果，可能是誤把針對粉塵做檢測的「工業用無塵室口罩」99.9%標準，以為是比臺灣醫療級口罩針對細菌病毒95％，除非對方可以提出檢驗通過單，否則兩者不同，「粉塵過不去，但病毒過得去」，所以95醫用才要發藥證。

### 豪品國際實業
經濟部調查發現口罩國家隊成員之一豪品國際實業自8月起進口大量中國大陸製造的非醫用口罩，在深入調查後，發現其將中國大陸製造的口罩，換上自家公司的外盒並標為「醫用」，進入市面販售，經濟部估計流入市面約400萬片。2020年9月初，彰化檢警在搜索工廠後將相關人等移送臺灣彰化地方檢察署（彰化地檢署），業者也坦承犯行，這些口罩未流入實名制。

### 勤達醫療器材
非屬口罩國家隊成員的勤達醫藥器材公司進口中國大陸製的口罩，假冒為成馬來西亞製造的產品，因涉及違反《藥事法》，產品已被勒令下架，新北市調查處展開偵辦後，在9月10日封存超過6萬片口罩。

## 主管機關應對
加利科技混充口罩的消息在曝光後引起民眾憤怒與恐慌。行政院除表示會依法處置加利科技，院長蘇貞昌也在9月10日下令財政部、經濟部、衛生福利部（衛福部）和法務部記取教訓。
經濟部長王美花表示加利並未反映自身在生產上的困難，且加利有生產盒裝口罩在市面上販售，可見行有餘力，因此對林明進的說詞不能接受。經濟部提出林明進簽字的合約，表示林明進所謂簽下空白合約不是事實，並依據加利科技申購買的熔噴布數量判斷林明進所說不堪負荷徵收量屬於推託之詞，希望他據實以告以挽回商譽。經濟部也派人到54家廠商進行抽查，確認品質，並規定自2020年9月16日起，業者無論進口醫用或非醫用口罩，只要超過250片，都須先向國貿局申請輸入許可，雖不會朔及既往，但經濟部會加強查驗，10月22日起，進口非醫用口罩時必須標示清晰可辨的正確原產地資訊。根據關務署的統計，假冒台灣製造的口罩的數量在10月已明顯下滑，顯示管制措施發揮作用。
由於無法認定過去是否有混用中國大陸製的口罩，且獲徵口罩已達500萬片，無法追討口罩製造機。對於林明進所說「希望自己可以被踢出國家隊」一詞，經濟部表示，只要是領有醫療器材許可證的廠商，生產的口罩就有義務被政府徵用，不能拒絕或退出。
衛福部長陳時中斥責加利科技「根本沒資格再當國家口罩隊」，並表示在疫情初期連原料都難以張羅，因此從未想過要做防偽制度。在衛福部開放民眾退換加利科技生產之口罩後，自9月4日至9月7日期間就退換超過187萬片。新北市衛生局也稽查各藥局，將加利科技口罩下架。法務部長蔡清祥則下令全面清查口罩國家隊，若有違法情事絕不寬貸。
為防止再有混摻、偽標情況發生，許文憲在9月10日接獲指令後，便指定由盈錫精密公司副總巫有捷擔任小組召集人，號召具備車床、五軸加工機、熱處理、研磨後製等專業的廠商分配工作，將政府購置的300台口罩機加裝鋼印滾輪，以鋼印滾輪在口罩加上新的防偽字樣「MD」（Medical Device，醫用）和「Made In Taiwan」（台灣製造），原預計在9月17日全面推行，但考量到廠商應變時間，延後至24日，同日起全面徵用雙鋼印口罩，先前的庫存則可繼續販售至12月24日，未售完者在2021年3月23日前回收，10月15日起，雙鋼印口罩恢復為定額徵用。在防偽滾輪增設完成後，蔡英文頒發「口罩防偽滾輪隊英雄獎」以示感謝，並表示口罩國家隊的貢獻不會因為少數事件而被抹煞。

## 各方評論
1. 當疫病發生時先停止出貨給舊客戶
2. 高價出給新客戶或末端使用者
3. 等疫情冷卻後無人購買時再回頭找老客戶
4. 只要報低價格同時安撫原本客戶即可重新合作
5. 等下波疫情爆發時再重施故技即可發大財

中華民國總統蔡英文二度斥責業者「不可原諒」，要求徹查是否還有類似情事，以確保市面上口罩的品質達標。副總統賴清德、高雄市長陳其邁、台南市長黃偉哲、立委林楚茵、王定宇、前立委林靜儀、媒體人蔡玉真、黃光芹都譴責林明進的行為，認為他敗壞口罩國家隊的聲譽。
前立委孫大千、立委鄭正鈐、國民黨青年團總團長呂謦煒藉此批評政府的控管能力不足，認為政府也難以處理臺灣進口美國肉類問題。國民黨立法院黨團認為政府有試圖隱瞞之嫌，且僅注重廠商是否達到徵繳額度，未能協助廠商解決勞工超時的問題，該黨也在9月17日召開記者會，批判雙鋼印方案內容混亂、鋼印容易仿製、主管機關查驗不力、對不肖業者的裁罰又過輕。
前立委蔡正元表示應全面檢驗國家隊生產的口罩品質，與中國大陸製的口罩進行比對。前衛生署長楊志良認為，口罩產能已經充足，不必再組國家隊，讓市場機制自行運作。
在加利科技公司的辦公室牆上貼有一張「發財密笈」，列出五條所謂發財致富之法，並標示這出自「永猷銘言錄」，使另一家廠商永猷股份有限公司也受波及。林明進表示，這些內容是用於警惕自己不要向其學習。永猷表示這份「發財密笈」絕不屬實，強調自身產品品質可靠，而其它口罩生產商也紛紛強調自身品質符合標準，並譴責加利科技。